# U Nu
U Nu vagy Thakin Nu (1907. május 25. – 1995. február 14.) burmai politikus. Eredetileg tanár volt. 1930-tól részt vett az angolellenes szabadságharcban, ami miatt 1940-től 1942-ig börtönben tartották. A japán megszállás idején létesült burmai kormányban a külügyi, majd a tájékoztatásügyi tárcát töltötte be. A háború után mint az Antifasiszta Liga elnöke 1947-ben megkötötte az angol kormánnyal a Burma függetlenségét kimondó londoni egyezményt. 1948-tól 1956-ig, 1957-től 1958-ig majd 1960-tól 1962-ig miniszterelnök volt. Elfogadta a békés együttélés elveit, egyik kezdeményezője volt az 1955. évi bandungi konferencia összehívásának. 1962-ben kormányát Ne Vin tábornok katonai puccsa döntötte meg.

## Külső hivatkozások
- Time Magazine borító
- The House on Stilts Archiválva 2013. május 5-i dátummal a Wayback Machine-ben Time (magazin) 1954, augusztus 30.
- U Nu's speech on Burmese independence, 1948. január 4.
- U Nu 100 éves lenne Archiválva 2021. december 20-i dátummal a Wayback Machine-ben
- The Columbia Encyclopedia
- Encyclopædia Britannica article
- Burma Looks Ahead Archiválva 2014. augusztus 14-i dátummal a Wayback Machine-ben
- Thaka-Ala
- BookRags - U Nu
- U Nu fotó galéria